# On My Way Home (sang)
"On My Way Home" er en sang af den irske musiker Enya. Den blev udgivet som hendes anden og sidste single fra hendes fjerde studiealbum, The Memory of Trees (1995). Sangen fik en begrænset succes, og nåede 26.-pladsen på UK Singles Charts i december 1996, mens den nåede fjerdepladsen i Brasilien. Ifølge Enya handler sangen om "de fantastiske minder og godt øjeblikke som du har når du er på vej hjem", og hun havde et ønske om at give en positiv følelse i omkvædet. Sangen indeholder samples fra to andre Enya-sang; "Book of Days" og "Orinoco Flow".

## Spor
| #  | Titel              | Længde |
| -- | ------------------ | ------ |
| 1. | "On My Way Home"   | 5:09   |
| 2. | "Eclipse"          | 1:34   |
| 3. | "I May Not Awaken" | 4:26   |

| 1. | "On My Way Home" (single remix) | 3:37 |
| 2. | "Morning Glory"                 | 2:28 |
| 3. | "I May Not Awaken"              | 4:26 |
| 4. | "Eclipse"                       |      |

Note: en version brugt til musikvideoen har en længde på 4 minutter og 26 sekunder.

## Hitlister
| Hitliste (1996–1997)                             | Højeste placering |
| ------------------------------------------------ | ----------------- |
| Australia (ARIA)                                 | 151               |
| Brazil (UPI)                                     | 4                 |
| Italy (Musica e Dischi)                          | 22                |
| Storbritannien Singles (Official Charts Company) | 26                |